# Matriz de substituição

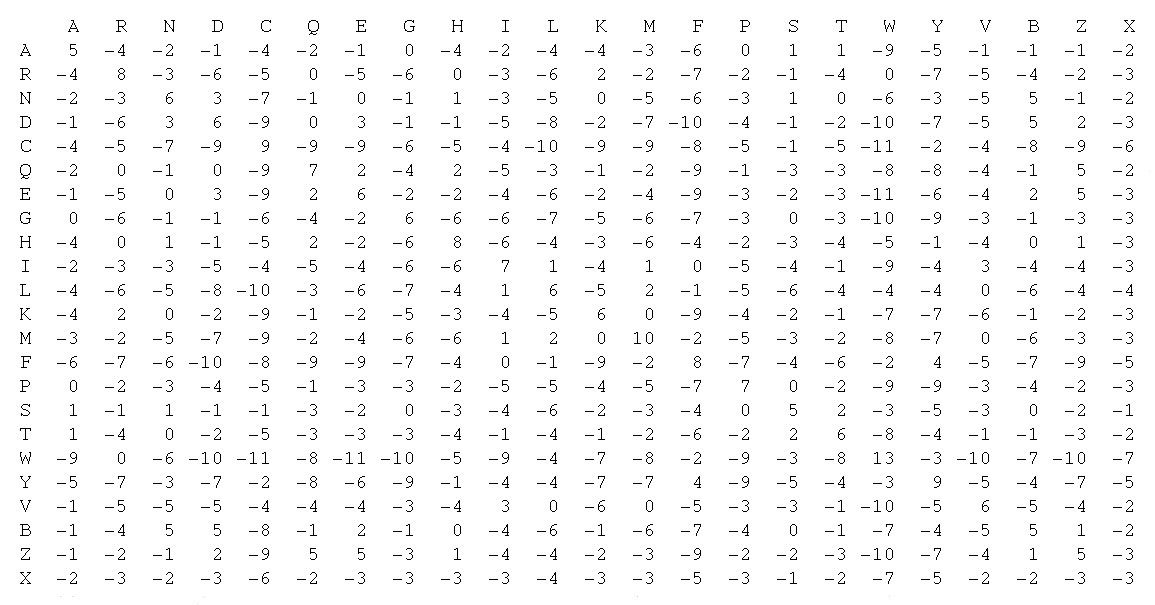
Matriz PAM70 para 23 aminoácidos, calculada com o serviço web do Wageningen University Laboratory of Bioinformatics (Laboratório de Bioinformática da Universidade de Wageningen) para tal fim.

Em bioinformática e biologia evolutiva uma matriz de substituição, ou de pontuação, descrive o ritmo em que um caráter em uma sequência altera-se a outro caráter com o tempo. As matrizes de substituição são vistas usualmente no contexto de alinhamento de sequências de aminoácidos ou ADN, onde a semelhança entre sequências depende do tempo desde sua divergência e dos ritmos de substituição segundo são representadas na matriz. Estas matrizes são utilizadas como parâmetros dos algoritmos de alinhamento (por exemplo os de Needlemann-Wunsch ou Smith-Waterman), nos quais cumprem o papel de assinalar uma determinada pontuação a cada emparelhamento entre os aminoácidos das sequências a alinhar, contribuindo assim à pontuação global do alinhamento.
Este tipo de matrizes são mais usuais nos alinhamento de sequências de aminoácidos (proteínas) que nos de nucleotídeos (ADN), já que neste último caso um sistema de pontuação muito mais simples é geralmente usada para o emparelhamento entre os quatro diferentes nucleotídeos e geralmente atribui uma pontuação positiva para a coincidência no emparelhamento, uma pontuação nula ou negativa para a incompatibilidade e uma pontuação negativa para as lacunas ou gaps.